# Сердце пустыни (рассказ)
«Сердце пустыни» — романтический рассказ русского писателя Александра Грина, написанный и опубликованный в 1923 году.

## Сюжет и судьба текста
В рассказе действуют трое мистификаторов, которые рассказывают случайному знакомому, человеку романтического склада, о существующем в глубине Африки оазисе, где живут счастливой жизнью семь европейских семей. Тот отправляется на поиски этого места и снова появляется только спустя два года. Выясняется, что, не найдя оазис, он сам создал то место, о котором услышал.
Рассказ был написан в 1923 году и опубликован в том же году в журнале «Красная нива» (№ 14). Годом позже он вошёл в состав одноимённого авторского сборника, а в 1925 году — в состав сборника «Гладиаторы».